# Massacre de Kansas City
Le massacre de Kansas City est une fusillade suivie de l'assassinat de quatre officiers de police ainsi que d'un criminel et fugitif du dépôt ferroviaire d'Union Station à Kansas City dans le Missouri, le matin du 17 juin 1933.

## Déroulement
Il se produit lors d'une tentative d'un gang mené par Vernon Miller afin de libérer Frank "Jelly" Nash, un prisonnier fédéral. À ce moment-là, Nash est sous la garde de quelques officiers de police qui le ramènent au pénitencier de Leavenworth dans le Kansas, dépendant du Bureau fédéral des prisons, d'où il s'était échappé trois ans plus tôt.
Charles "Pretty Boy" Floyd est identifié par le FBI comme l'un des tireurs. Cependant, certains indices suggèrent que Floyd ne pouvait pas être impliqué.